# Aerodramus infuscatus
Andorinhão-das-molucas ou salangana-de-halmahera (Aerodramus infuscatus) é uma espécie de ave da família Apodidae.
É endémica da Indonésia.
Os seus habitats naturais são: florestas subtropicais ou tropicais húmidas de baixa altitude e regiões subtropicais ou tropicais húmidas de alta altitude.<